# Lytton (Iowa)
Lytton – miasto w Stanach Zjednoczonych, w stanie Iowa, w hrabstwach Calhoun i Sac. W 2000 liczyło 305 mieszkańców.